# Condado de Limerick
O Condado de Limerick (Luimneach em irlandês) é um condado da República da Irlanda, na província de Munster, no sudoeste do país. A capital, Limerick, situa-se na foz do rio Shannon. No começo da década de 2020, sua população era de quase 210 mil pessoas.
Os condados vizinhos de Limerick são Clare a norte, Tipperary a leste, Cork a sul  e Kerry a oeste.

## Cidades e vilas
- Abbeyfeale (Mainistir na Féile)
- Adare (Áth Dara)
- Ardpatrick (Ard Pádraig)
- Askeaton (Eas Géitine)
- Athea (Áth an tSléibhe)
- Athlacca (An tÁth Leacach)
- Ballingarry (Baile An Ghearraí)
- Broadford (Baile An Athaí)
- Bruff (An Brú)
- Caherconlish (Cathair Chinn Lis)
- Cappamore, (An Cheapach Mhór)
- Castleconnell (Caisleán Uí Chonaill)
- Croagh (An Chruach)
- Croom (Cromadh)
- Dromcolliher (Drom Collachair)
- Foynes (Faing)
- Galbally
- Garryspillane (Garraí Uí Spealáin)
- Hospital (An tOspidéal)
- Kilmallock (Cill Mocheallóg)
- Kilteely-Dromkeen (Cill Tíle - Drom Caoin)
- Limerick (An Luimneach)
- Mountcollins (Chnoc Uí Chóileáin)
- Newcastlewest (An Caisleán Nua Thiar)
- Oola (Na Uibhle)
- Pallasgreen (Pailís Ghréine)
- Patrickswell (Tobar Phádraig)
- Rathkeale (Ráth Caola)
- Templeglantine (Teampall an Ghleanntáin)
- Tournafulla (Tuar na Fola)